# Sikorsky S-92
Sikorsky S-92 – amerykański dwusilnikowy śmigłowiec transportowy firmy Sikorsky Aircraft Corporation. Wykorzystywany głównie do zaopatrywania platform wiertniczych i zadań poszukiwawczo-ratunkowych.

## Historia
Pierwsze prace nad nowym śmigłowcem zaczęto w marcu 1992 roku. Miał on zastąpić wysłużone maszyny S-70. Oprócz wersji cywilnej (oznaczenie S- 92C Helibus) planowano budowę odmiany wojskowej S-92IU (International Utility) z mocniejszym zespołem napędowym. Pierwszy raz makietę śmigłowca zaprezentowano na targach Hali Expo w Las Vegas w roku 1993. Pierwszy prototyp (PA1) nigdy nie wzniósł się w powietrze, ponieważ służył do prób naziemnych. Następny prototyp (PA2) pierwszy raz wzleciał 23 grudnia 1998 roku. Kolejny prototyp (PA3) wzniósł się w powietrze 19 października 1999 roku. PA 5 wzleciał dopiero po 18-miesięcznej przerwie spowodowanej dużymi zmianami konstrukcyjnymi. Zmiany te polegały między innymi na zmienieniu tylnego usterzenia. Zmiany dotyczyły też montażu instalacji do karabinów maszynowych kaliber 7,62 mm oraz dodania rampy ładunkowej. Śmigłowiec otrzymał amerykański certyfikat FAA w 2002 roku, a międzynarodowy JAR od EASA w czerwcu 2004, co umożliwiło rozpoczęcie dostaw do PHI Inc we wrześniu 2004. 
6 maja 2013 roku Sikorsky otrzymał certyfikat FAA system automatycznego podejścia do platform wiertniczych w trudnych warunkach pogodowych.
W 2016 roku wytwórnia poinformowała o wylataniu przez S-92 miliona godzin w powietrzu, w tym samym roku program S-92 otrzymał od Amerykańskiego Stowarzyszenia Śmigłowcowego (American Helicopter Society) nagrodę za doskonałe wyniki w zakresie bezpieczeństwa eksploatacji.

## Użytkownicy
Największymi użytkownikami S-92 są prywatne firmy: brytyjska Bristow Helicopters (49 sztuk), kanadyjska CHC Helicopter (37 sztuki), amerykańska PHI (24 sztuki). W marcu 2013 roku skumulowany nalot wszystkich S-92 osiągnął 500 tysięcy godzin, z czego 90% przypadało na loty nad morzem, a 54% nalotu przypadło na Morze Północne.
Śmigłowce Bristow obsługują platformy wydobywcze różnych firm na Morzu Północnym oraz w Kanadzie, Brazylii, Zatoce Meksykańskiej i Nigerii. Maszyny PHI działają w Zatoce Meksykańskiej i na Alasce.
30 stycznia 2012 roku irlandzka straż wybrzeża (Irish Coast Guard) otrzymała pierwszy z pięciu S-92 do zadań Search and Rescue, które zastępują sześć Sikorsky S-61N. Śmigłowce zapewnia CHC Helicopter, która otrzymała 10 letni kontrakt na te usługi. Bristow będzie świadczył usługi SAR na rzecz Her Majesty's Coastguard przy wykorzystaniu czterech S-92A rozmieszczonych w dwóch bazach na północy Szkocji, po dwa śmigłowce rozpoczną służbę z bazy Sumburgh (Szetlandy) 1 czerwca 2013 oraz 1 lipca 2013 z bazy w Stornoway (Hebrydy). Śmigłowce Bristow są pierwszymi cywilnymi śmigłowcami SAR certyfikowanymi do prowadzenia poszukiwań w nocy z wykorzystaniem gogli noktowizyjnych. W latach 2007–2012 z tych baz misje SAR niosły cztery śmigłowce S-92 zakontraktowane od CHC Helicopter. Konsorcjum Soteria Search and Rescue (CHC Helicopter, Sikorsky, Thales) wybrano pierwotnie w przetargu UK SAR-H na zapewnienie kompleksowych usług SAR przy pomocy 24 śmigłowców S-92, ale kontraktu nie podpisano z powodu nieuczciwych praktyk. 26 marca 2013 Bristow wygrał brytyjski kontrakt na usługi SAR wart 1,6 miliarda GBP na lata 2015-2026. Bristow będzie operować po dwa S-92 z trzech kolejnych baz w Newquay (Kornwalia), Caernarfon (Walia) i Humberside (Lincolnshire) (łącznie 5 baz i 10 S-92 + 1 rezerwowy) oraz pięć innych baz z 10 (11) śmigłowcami AW189.
Śmigłowiec w wersji wojskowej jest reklamowany jako H-92. W 2004 podpisano z Kanadą kontrakt na 28 morskich śmigłowców dla Canadian Forces w wersji ZOP. H-92 wygrał przetarg w ramach programu MHP (Maritime Helicopter Programme). W służbie kanadyjskiej nosi oznaczenie CH-148 Cyclone, zastąpią one Sikorsky CH-124 Sea King. Dostawy CH-148 znacznie się opóźniły i zamiast od 2009, pierwsze sześć sztuk przekazano w 2015 roku. 
VH-92 był oferowany w przetargu na nowy śmigłowiec dla prezydenta USA w 2005 roku, gdzie przegrał z AW101, jednak w 2009 zakup anulowano, a w 2014 roku kontrakt na nowe śmigłowce Marine One przyznano dostawcom VH-92. Pierwszy lot prototypowego VH-92A odbył się 28 lipca 2017 roku. Start odbył się z regionalnego lotniska Chicago Executive Airport znajdującego się 33 km na północny zachód od Chicago. Jeszcze tego samego dnia, śmigłowiec wykonał drugi lot. Odbył się on na przyfabrycznym lotnisku producenta w Stratford w stanie Connecticut. Łącznie maszyna spędziła w powietrzu około godziny. W trakcie obydwu lotów sprawdzano zachowanie się maszyny w zawisie i jej reakcje na stery podczas lotu i wykonywanych manewrów.
Śmigłowce S-92 do transportu VIP zakupiły Azerbejdżan (1), Bahrajn (1), Korea Południowa (3), Kuwejt (2), Tajlandia (3), Turcja (1) i Turkmenistan (2). Ministerstwo spraw wewnętrznych Arabii Saudyjskiej kupiło 17 S-92 dla sił bezpieczeństwa.